# Malysh Mountain
Der Malysh Mountain (russisch Гора Малыш Gora Malysch, deutsch ‚Kleinkindberg‘, norwegisch Malyshknatten) ist ein 2640 m hoher Berg im ostantarktischen Königin-Maud-Land. Im Wohlthatmassiv ragt er südwestlich des Skeidshovden auf.
Entdeckt und anhand von Luftaufnahmen kartiert wurde er bei der Deutschen Antarktischen Expedition 1938/39 unter der Leitung des Polarforschers Alfred Ritscher. Norwegische Kartographen kartierten ihn anhand von Luftaufnahmen und Vermessungen der Dritten Norwegischen Antarktisexpedition (1956–1960). Sowjetische Wissenschaftler, die ihn auch benannten, kartierten ihn erneut zwischen 1960 und 1961. Das Advisory Committee on Antarctic Names übertrug die russische Benennung 1970 in einer Teilübersetzung ins Englische.